# María Antonieta de Bográn
María Antonieta de Bográn (née le 13 juillet 1955) est une femme politique hondurienne. 

## Biographie
Elle a exercé de 2010 à 2014 la première vice-présidence du Honduras. Elle est l'une des trois candidats pour la vice-présidence du Honduras, avec le Parti national, aux élections générales honduriennes de 2009. Elle est aussi, pendant ces élections, la dirigeante du parti. Porfirio Lobo remporte l'élection avec près de 55% des voix. Depuis 2008, la vice-présidence est détenue par trois personnes, à la suite d'une modification de la constitution du pays.
María Antonieta de Bográn a été directrice de l'Institut du tourisme lors de la présidence de Rafael Callejas, entre 1990-1994[réf. nécessaire].